# 五十嵐令子
五十嵐 令子（いがらし れいこ、1994年3月7日 - ）は、千葉県出身の女優、モデルである。元スターダストプロモーション芸能2部所属。身長158cm。

## 出演

### 映画
- オムニバス映画「夕映え少女」（2008年1月）
- アフタースクール（2008年5月、クロックワークス）- 佐野美紀（中学生時代） 役
- 14才のハラワタ（2009年10月）- 青木麗華 役
- 華鬼（2009年11月）- 鳥羽伊織 役
- ライトノベルの楽しい書き方（2010年12月）- 与こゆり 役
- ギャングエイジ（2013年）
- 桃まつり presents なみだ MAGMA（2013年5月11日、渡辺あい監督）
- ハロウィンナイトメア（2015年9月）- 進藤楓 役
- ハロウィンナイトメア2（2015年10月）- 進藤楓 役
- 強盗少女（2015年）
- いぬやしき（2018年4月20日、東宝）

### テレビドラマ
- ケータイ捜査官7（2008年4月 - 2009年3月、テレビ東京） - 網島可憐
- 科捜研の女〜年末スペシャル（2014年12月21日、テレビ朝日） - 磯島忍 役
- 金曜プレミアム 潔癖クンの殺人ファイル2（フジテレビ、2015年6月19日）- 澤田由里子の付き人 役
- 警視庁捜査一課9係 season10 第10話（2015年7月1日、テレビ朝日） - 小島結芽 役
- 相棒 season16 第1・2話（2017年10月18日・25日、テレビ朝日） - 平井めぐみ 役

### バラエティ
- テストの花道（2010年3月 - 2012年3月、NHK教育）

### ミュージックビデオ
- 石井竜也 「はなひとひら」
- ショートムービー「笹舟-SASABUNE-」（監督：石井竜也）
- 藤田麻衣子 「you」

### スチール
- NTTドコモ「春のキャンペーン（学割）」＜スチール媒体・Web＞